# Cửu ca

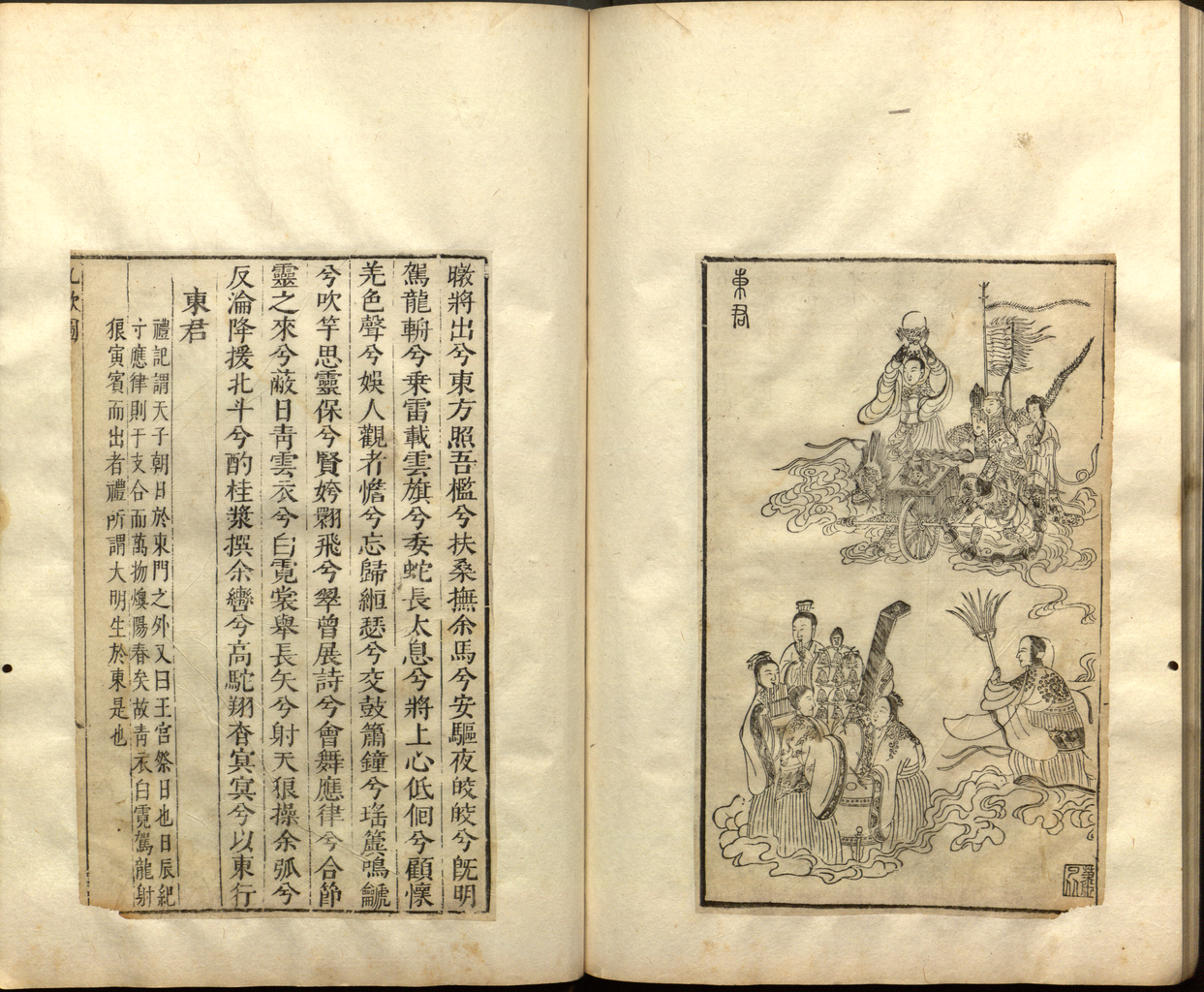
"Đông Quân", bài thứ bảy trong Cửu ca, phiên bản có tranh minh họa năm 1645.

Cửu ca (tiếng Trung: 九歌; bính âm: Jiǔgē) là một tập thơ cổ xưa của Trung Quốc, tuy trong tiêu đề có chữ "cửu", nghĩa là chín, nhưng trên thực tế tập thơ này bao gồm mười một bài thơ riêng biệt. Nó là một trong số 17 tuyển tập thơ cùng được xuất bản dưới tiêu đề "Sở từ". Cửu ca dường như là một phần trong các nghi lễ tín ngưỡng dân gian trong khu vực thung lũng sông Dương Tử, liên quan đến việc cầu khẩn các vị thần linh và cầu mong sự ban phước lành. Mặc dù tập thơ bao gồm những lời ca được viết để biểu diễn, nhưng việc khuyết thiếu những thông tin về việc ai là người hát, được hát vào thời điểm nào hoặc liệu một số câu thơ có được dùng để hợp xướng hay không đã dẫn tới việc không thể tái hiện các nghi lễ một cách chính xác. Tuy nhiên, vẫn còn tồn tại các manh mối dưới dạng văn bản, chẳng hạn như trang phục cho người biểu diễn và một dàn nhạc lớn phục vụ.

## Tác giả và niên đại
Giống như các tác phẩm khác trong Sở từ, tác giả của 11 bài thơ này được cho là nhà thơ Khuất Nguyên, người đã sống hơn hai nghìn năm trước. Nhà Hán học David Hawkes đã tìm thấy bằng chứng cho rằng tập hợp 11 bài thơ đa dạng này được viết bởi "một nhà thơ (hoặc nhiều nhà thơ) tại triều đình nước Sở ở Thọ Xuân (241–223 TCN)."

## Nội dung
"Cửu ca" bao gồm mười một bài hát (mặc dù tiêu đề là "chín"). Trong số đó, có chín bài thơ được các vu sư dùng để ca ngợi các vị thần, một bài thơ dùng để truy điệu linh hồn các chiến binh đã hy sinh xa quê hương, và bài cuối cùng dùng để tổng kết. Lý do cho sự khác biệt giữa chữ số chín trong tiêu đề và mười một bài thơ trên thực tế vẫn chưa được rõ ràng, mặc dù đây là một câu hỏi quan trọng và đã có nhiều lời giả thích được đưa ra. Một số lời giải thích cho rằng nó có thể bắt nguồn từ tín ngưỡng về các con số thần bí hoặc biểu tượng học của Trung Quốc. Cụ thể hơn, David Hawkes chỉ ra rằng, "chín bài hát" được nhắc đến trong một tác phẩm khác của Sở từ, Ly tao, ám chỉ đến chín (hoặc hai lần chín?) điệu múa của Hạ Khải.

### Tại sao là chín?
Các nhà phê bình và học giả đã đưa ra nhiều giả thuyết khác nhau về lý do tại sao Cửu ca bao gồm mười một bài, thay vì chín bài. Một gợi ý hiển nhiên và phổ biến là, bài 1 và bài 11 có thể được xếp vào dạng phần mở đầu và kết luận: tuy nhiên, việc xem xét nội dung bài 1 và bài 11 không ủng hộ giả thuyết này.
Các nhà Hán học Masaru Aoki và David Hawkes đề xuất rằng, cho mục đích biểu diễn, có chín bài hát/múa được biểu diễn vào mỗi dịp mùa xuân và mùa thu, với mùa xuân biểu diễn bài 3 và 5 nhưng không phải bài 4 hoặc 6, còn mùa thu biểu diễn bài 4 và 6 nhưng không phải bài 3 hoặc 5 (các bài hát còn lại sẽ được biểu diễn theo thứ tự số). Một giải thích khác liên quan đến các quan niệm cổ xưa về con số và cách đánh số, theo đó việc sử dụng một thuật ngữ số có thể mang ý nghĩa ước lượng, đại lượng, hoặc các phẩm chất tượng trưng khác thay vì chỉ một số lượng cụ thể. Do đó, 11 bài hát có thể được xem là "khoảng 9" bài.

### Danh sách nội dung
| STT | Phồn thể | Giải thể | Bính âm             | Hán Việt             |
| --- | -------- | -------- | ------------------- | -------------------- |
| 1   | 東皇太一 | 东皇太一 | "Dong Huang Tai Yi" | Đông Hoàng Thái Nhất |
| 2   | 雲中君   | 云中君   | "Yun Zhong Jun"     | Vân Trung Quân       |
| 3   | 湘君     | 湘君     | "Xiang Jun"         | Tương Quân           |
| 4   | 湘夫人   | 湘夫人   | "Xiang Fu Ren"      | Tương phu nhân       |
| 5   | 大司命   | 大司命   | "Da Si Ming"        | Đại Tư Mệnh          |
| 6   | 少司命   | 少司命   | "Shao Si Ming"      | Thiếu Tư Mệnh        |
| 7   | 東君     | 东君     | "Dong Jun"          | Đông Quân            |
| 8   | 河伯     | 河伯     | "He Bo"             | Hà Bá                |
| 9   | 山鬼     | 山鬼     | "Shan Gui"          | Sơn quỷ              |
| 10  | 國殤     | 国殇     | "Guo Shang"         | Quốc thương          |
| 11  | 禮魂     | 礼魂     | "Li Hun"            | Lễ hồn               |

### Phiên bản có tranh minh họa
Dưới đây là Cửu ca cùng tranh minh họa, trích từ tuyển tập Sở từ.

## Các nhân vật xuất hiện
Trong 11 bài hát của "Cửu ca", 9 bài ca ngợi các vị thần và 1 bài dành cho linh hồn của những anh hùng đã khuất.

### Đông Hoàng Thái Nhất
Nhân vật được đề cập trong bài hát số 1 là Đông Hoàng Thái Nhất, kết hợp hai khái niệm Thái Nhất và Đông Hoàng. Đây không phải là một khái niệm phổ biến trong các nguồn tài liệu lịch sử Trung Quốc trước đó. Tuy nhiên, nhân vật thần này dễ dàng được hiểu qua hai phần quen thuộc, được ghép lại với nhau trong bối cảnh này.

### Vân Trung Quân
Vân Trung Quân được thờ cúng với hy vọng có mưa và thời tiết thuận lợi cho mùa màng. Bài thơ này có thể chia thành hai phần: một phần được hát bởi người dâng lễ và phần còn lại được hát bởi người đóng vai Vân Trung Quân theo hình thức hát đối để bày tỏ sự ngưỡng mộ đối với bà. Bài thơ này thể hiện đặc điểm của Vân Trung Quân, mong muốn sâu sắc của con người đối với thần linh, và cách thần đáp lại lời cầu nguyện của con người thông qua những lời hát đối giữa người và thần.

### Hà Bá
Hà Bá sông Hoàng Hà (một trong những con sông lớn của thế giới, gắn liền với văn hóa Trung Quốc) đã được liên kết với việc kiểm soát những trận lũ lụt tàn phá không thường xuyên của con sông hoang dã này và các đặc tính quan trọng của nó như một nguồn cung cấp nước cho nông nghiệp.

### Đông Quân
Đông Quân là mặt trời, với vai trò là vị thần của buổi sáng.

### Tư Mệnh
Tư Mệnh là vị thần của vận mệnh, vừa là một vị thần trừu tượng (cũng có thể coi là một danh hiệu), vừa là một chòm sao thiên văn. Trong thuyết Tam thi của Đạo giáo, Tư Mệnh có quyền năng phân bổ tuổi thọ của con người. Về mặt thiên văn, Tư Mệnh liên quan đến nhóm sao Văn Xương Vương, gần chòm Bắc Đẩu, là một nhóm thiên thể liên quan tới vận mệnh trong thiên văn học Trung Quốc.
Trong thiên văn học Tư Mệnh (thực tế thuộc chòm sao Hư, 虛) bao gồm hai nhóm sao: Tư Mệnh Nhất  (24 Aquarii, 司命一) và Tư Mệnh Nhị (26 Aquarii, 司命二).

### Sơn quỷ
Sơn quỷ thực chất là một vị thần nữ đang "nhớ nhung" và khao khát vị lãnh chúa của mình.

### Tương Quân và Tương phu nhân
Các vị thần của sông Tương, còn được gọi là Tương thủy thần; có nhiều quan niệm khác nhau về họ. Trong số đó, một số là tín ngưỡng dân gian cổ xưa, trong khi một số khác là những giải thích hiện đại hơn.

### Vong hồn
Giả định rằng có một sự tiếp diễn nào đó của cuộc sống sau cái chết: linh hồn hoặc hồn ma.

### Khuất Nguyên
Khuất Nguyên là nhân vật chính và là tác giả của nhiều tác phẩm trong Sở từ: việc ông có viết các bài trong Cửu ca trong thời gian lưu đày hay không vẫn là một câu hỏi chưa có lời giải. Chắc chắn rằng tác phẩm này có sự ảnh hưởng từ những truyền thống trước đó, cũng như có khả năng bị chỉnh sửa trong thời kỳ trị vì của Hán Vũ Đế. Việc ông có xuất hiện thoáng qua trong các bài thơ này hay không cũng chưa được biết đến.

### Vu
Giọng hát của vu là một phần quan trọng trong các nghi lễ.